# Domenico Colese
Domenico Colese o Colessa, meglio noto come Pepone, o Papone (Roccasecca, 29 settembre 1607 – Napoli, 26 agosto 1648), è stato un brigante italiano.

## Vita
Domenico Colese fu un brigante del XVII secolo operante in un territorio che oggi è compreso nel basso Lazio, ma allora facente parte dell'antica regione di Terra di Lavoro del Regno di Napoli, dominato in quel tempo dagli spagnoli.
Pepone fu coinvolto nella rivolta napoletana del 1647-1648 capeggiata da Masaniello. La sua banda, di 8.000 uomini, occupò diversi paesi della regione come Sessa e Francolise, contrastando con successo e per molto tempo le truppe del viceré spagnolo. La rivolta di Colessa terminò dopo un anno, nel 1648, quando fu catturato a Rieti e condannato a morte. La sentenza fu eseguita il 26 agosto 1648, sulla piazza del Mercato a Napoli, mediante “arrotamento e squartamento”. Il capo fu condotto a Sora mentre le restanti membra furono appese alle porte di Caprile (Roccasecca) e dei paesi vicini, dove restarono per parecchio tempo a testimoniare quale fosse la fine riservata a coloro che si arrogano il diritto di comandare popoli e sottomettere terre, sostituendosi alla legittima autorità.